# Balatonendréd
Balatonendréd é um município da Hungria, situado no condado de Somogy. Tem 40,02 km² de área e sua população em 2019 foi estimada em 1.311 habitantes.